# 吴翠云
吴翠云（1958年9月—），女，山东周村人，中华人民共和国政治人物。山东农学院（现山东农业大学）农学专业干部专修科毕业，中共中央党校法律专业在职研究生学历。

## 生平
1976年加入中国共产党。历任共青团淄博市委书记；中共淄博市委常委、市总工会主席、淄川区委书记；德州市委副书记，代市长、市长等职。2008年，当选全国人大代表。2011年1月，任中共德州市委书记。2012年2月，当选德州人大主任。2015年6月，任中共山东省委常委兼统战部部长。2017年2月，当选为山东省政协副主席。2022年1月，不再担任省政协副主席职务。